# Чёрное (озеро, Городокский район)
Чёрное (бел. Чо́рнае) — озеро в Городокском районе Витебской области Белоруссии, на границе с Невельским районом Псковской области России. Относится к бассейну реки Оболь.

## География
Озеро Чёрное располагается в 40 км к северу от города Городок и в 4 км к западу от городского посёлка Езерище, на границе с Россией. Участок западного берега относится к Невельскому району Псковской области. Высота водного зеркала над уровнем моря составляет 164,6 м.
Площадь поверхности водоёма составляет 1,56 км², длина — 2,73 км, наибольшая ширина — 0,78 км. Длина береговой линии — 7,56 км. Наибольшая глубина — 2,5 м, средняя — 1 м. Объём воды в озере — 1,6 млн м³. Площадь водосбора по разным данным составляет 4,49 км² либо 4,96 км².

## Морфология
Котловина относится к термокарстовому типу и состоит из двух плёсов — более глубокого западного и очень мелководного восточного, соединённых проливом. Западный плёс вытянут с севера на юг, восточный имеет приблизительно округлую форму. Склоны преимущественно невыраженные, песчаные, покрытые лесом. Высота северо-западных склонов возрастает до 5—7 м. Южные склоны крутые, а их высота увеличивается до 30 м. На севере и юге присутствует терраса высотой до 1 м. Береговая линия извилистая. Берега преимущественно сплавинные. Северо-западный, южный и юго-восточный участки низкие, песчаные или торфянистые. К восточному плёсу, а также к западным и северным берегам западного плёса подступает заболоченная пойма шириной от 50 до 300 м, поросшая лесом.
Дно плоское, покрытое слоем тонкодетритового сапропеля средней мощностью до 4 м. Наибольшие глубины отмечены в центральной части западного плёса. Глубина восточного плёса не превышает 0,5 м. Возле северного берега восточного плёса присутствует остров площадью 0.1 га.

## Гидрология
В летнее время водная толща прогревается солнцем до дна и интенсивно насыщается кислородом. Минерализация воды низка и составляет 70 мг/л. Прозрачность — 1,6 м. Цветность воды — 50°, водородный показатель — 8,2. Водоём эвтрофный.
На юго-западе из озера вытекает ручей Чернуя, далее протекающий через озеро Исса и впадающий в реку Оболь.

## Флора и фауна
Озеро зарастает по всей площади рдестами, элодеей, роголистником. Вдоль берегов до глубины 0,6 м местами произрастают тростник, камыш, рогоз, осока. Прерывистая полоса надводной растительности не превышает 10—30 м в ширину. В озере отмечена гидрилла мутовчатая — редкое растение, занесённое в Красную книгу Республики Беларусь.
В воде обитают щука, окунь, плотва, ёрш, карась, линь, лещ, краснопёрка и другие виды рыб. Озеро зарыблялось серебряным карасём.
На озере отмечены гнездовья чернозобой гагары — краснокнижного вида птиц.